# Siegener Kreisbahn El 1–2
Als Siegener Kreisbahn El 1–2 wurden kleine zweiachsige Elektrolokomotiven mit Mittelführerstand bezeichnet, die 1908 von der Siegener Eisenbahnbedarf A. G. hergestellt und im Rangier- sowie Güterverkehr bei der Siegener Kreisbahn eingesetzt wurden.
Die Maschinen waren bis zum Ende des elektrischen Betriebes bei der Kleinbahn in Betrieb und wurden dann ausgemustert sowie verschrottet.

## Geschichte und Einsatz
Für den 1908 eröffneten Güterverkehr beschafften die Siegener Kreisbahnen zwei Elektrolokomotiven für 600 V Gleichspannung. Den mechanischen Teil fertigte die Siegener Eisenbahnbedarf A. G., während die elektrische Ausrüstung von den Siemens-Schuckertwerken (SSW) geliefert wurde. Der Einbau der Motoren und der elektrischen Ausrüstung erfolgte unter Anleitung von SSW-Ingenieuren in Dreis-Tiefenbach. Ein genaues Abnahmedatum der Loks ist nicht bekannt, vermutlich erfolgte die Abnahme 1908 vor der Aufnahme des Güterverkehrs.
Die Lokomotiven waren für einen minimalen Kurvenradius von 80 m ausgelegt und konnten demzufolge nicht alle Nebengleise auf den Anschlussbahnen befahren. Für manche Dienste wurden sie bis an die Grenze ihrer Leistungsfähigkeit belastet. Aufgrund ihrer robusten Konstruktion waren sie beim Fahrpersonal sehr beliebt. Nach dem Zweiten Weltkrieg wurden die Maschinen auch für den Behelfspersonenverkehr auf der Linie 4: Siegen Hauptbahnhof–Kaan-Marienborn herangezogen.
Die Lokomotiven standen über 60 Jahre im Dienst bei der Kleinbahn. Es gab Anregungen, eine der beiden historisch wertvollen Lokomotiven der Nachwelt zu erhalten, jedoch mit Einstellung des elektrischen Betriebes bei der Siegener Kreisbahn wurden beide Lokomotiven bis 1967 ausgemustert sowie verschrottet. Lediglich das Fabrikschild blieb erhalten.

## Technik
Das Fahrwerk war einer einfachen Konstruktion eines zweiachsigen Güterwagens nachempfunden und bestand aus zwei U-Profilen, zwei Pufferbohlen, mehreren Querträgern und dem Fahrwerk mit einfachen Achslagerführungen. Über jeder Achse saß ein Fahrmotor von SSW, der über ein geradverzahntes Rädergetriebe diese Achse antrieb und am Untergestell aufgehängt war. Ursprünglich waren die Fahrzeuge zusätzlich zur Zug- und Stoßeinrichtung herkömmlicher Bauart mit einer Trompetenkupplung zum Verschieben der Kohletransportwagen des Siegener Kraftwerkes ausgerüstet. Mit Beendigung der Kohlezufuhr zum Kraftwerk wurde diese wieder ausgebaut. Die Lokomotiven waren mit zusätzlichem Ballast durch zwei in Fahrtrichtung versetzt angeordneten Gussstücke versehen.
Die elektrische Ausrüstung war in den beiden Vorbauten vor dem Führerhaus untergebracht. Für Wartungsarbeiten war dort jeweils eine Wartungsklappe vorhanden. Die Stromabnehmer, die als Scherenstromabnehmer gestaltet waren, wurden auf einem Rohrgerüst auf dem Dach installiert. Später erhielten sie größere Scherenstromabnehmer, trotzdem musste für sie ein zusätzliches Gerüst verwendet werden. Wegen der hohen Stromaufnahme war der Stromabnehmer stets mit zwei Wippen ausgerüstet. Die Regelung der Geschwindigkeit erfolgte über ein Nockenschaltwerk mit zehn Spannungsstufen. Das Führerhaus war geräumig und bot dem Fahrpersonal durch jeweils zwei Stirnfenster eine gute Sicht. Ein Fenster konnte zur Belüftung um 30 ° nach innen geklappt werden. Das andere besaß einen Scheibenwischer.